# 455
Il 455 (CDLV in numeri romani) è un anno  del V secolo.

## Eventi

### Impero romano
- Imperatore Cesare Flavio Placido Valentiniano Augusto (VIII) e Flavio Procopio Antemio sono eletti consoli.
- 16 marzo - L'imperatore Valentiniano III, 35 anni di età, e il suo funzionario Eraclio sono assassinati da due soldati, che erano stati al servizio del generale Ezio.
- 17 marzo - Petronio Massimo viene proclamato imperatore d'Occidente.
- 31 maggio - Petronio Massimo viene lapidato da una folla arrabbiata mentre fuggiva da Roma. Un panico diffuso si verifica quando molti cittadini sentono la notizia che i Vandali stanno invadendo la terraferma italiana.
- 2 giugno - Sacco di Roma:  i Vandali di Genserico, provenienti da Cartagine, risalgono il Tevere e cingono d'assedio Roma, ove entrano dopo aver promesso al papa Leone I di non distruggerla. Poco prima, il 31 maggio, i cittadini romani in fuga hanno ucciso l'imperatore Petronio Massimo, che in precedenza aveva assassinato Valentiniano III usurpandone il trono. Nelle due settimane del loro sacco di Roma, i Vandali si limitano a razziare denaro ed oggetti preziosi. Nel lasciare Roma Genserico porta a Cartagine l'imperatrice Licinia Eudossia, vedova di Valentiniano III, e le sue figlie, compresa Eudocia che va in sposa a Unerico, figlio di Genserico.
- 9 luglio - Il generale Avito è proclamato imperatore d'Occidente.
- I Vandali occupano la Sardegna, distruggendo Olbia.

### Britannia
- Invasione della Britannia: Il principe Vortimer si ribella alle politiche pro anglo-sassone di suo padre, Vortigern.  È sconfitto nella battaglia di Aylesford (Kent).

### Asia
- Gli Unni bianchi distruggono Taxila.

### Mesoamerica
- Tutuum Yohl K'inich regna sulla città maya di Quiriguá.
- La prima data registrata a Chichen Itza sulla penisola dello Yucatan (Messico) (data approssimativa).

## Morti
- 16 marzo - Eraclio, politico romano
- 16 marzo - Valentiniano III, imperatore romano (n. 419)
- 31 maggio - Petronio Massimo, imperatore romano
- 27 ottobre - Gaudioso di Napoli, vescovo e santo berbero
- Kumaragupta I, indiano
- Palladio, romano

## Calendario
| Calendario 455 | Calendario 455 | Calendario 455 | Calendario 455 | Calendario 455 | Calendario 455 | Calendario 455 | Calendario 455 | Calendario 455 | Calendario 455 | Calendario 455 | Calendario 455 | Calendario 455 | Calendario 455 | Calendario 455 | Calendario 455 | Calendario 455 | Calendario 455 | Calendario 455 | Calendario 455 | Calendario 455 | Calendario 455 | Calendario 455 | Calendario 455 | Calendario 455 | Calendario 455 | Calendario 455 | Calendario 455 | Calendario 455 | Calendario 455 | Calendario 455 | Calendario 455 | Calendario 455 |
| -------------- | -------------- | -------------- | -------------- | -------------- | -------------- | -------------- | -------------- | -------------- | -------------- | -------------- | -------------- | -------------- | -------------- | -------------- | -------------- | -------------- | -------------- | -------------- | -------------- | -------------- | -------------- | -------------- | -------------- | -------------- | -------------- | -------------- | -------------- | -------------- | -------------- | -------------- | -------------- | -------------- |
|                | 1              | 2              | 3              | 4              | 5              | 6              | 7              | 8              | 9              | 10             | 11             | 12             | 13             | 14             | 15             | 16             | 17             | 18             | 19             | 20             | 21             | 22             | 23             | 24             | 25             | 26             | 27             | 28             | 29             | 30             | 31             |                |
| Gennaio        | Sa             | Do             | Lu             | Ma             | Me             | Gi             | Ve             | Sa             | Do             | Lu             | Ma             | Me             | Gi             | Ve             | Sa             | Do             | Lu             | Ma             | Me             | Gi             | Ve             | Sa             | Do             | Lu             | Ma             | Me             | Gi             | Ve             | Sa             | Do             | Lu             |                |
| Febbraio       | Ma             | Me             | Gi             | Ve             | Sa             | Do             | Lu             | Ma             | Me             | Gi             | Ve             | Sa             | Do             | Lu             | Ma             | Me             | Gi             | Ve             | Sa             | Do             | Lu             | Ma             | Me             | Gi             | Ve             | Sa             | Do             | Lu             |                |                |                |                |
| Marzo          | Ma             | Me             | Gi             | Ve             | Sa             | Do             | Lu             | Ma             | Me             | Gi             | Ve             | Sa             | Do             | Lu             | Ma             | Me             | Gi             | Ve             | Sa             | Do             | Lu             | Ma             | Me             | Gi             | Ve             | Sa             | Do             | Lu             | Ma             | Me             | Gi             |                |
| Aprile         | Ve             | Sa             | Do             | Lu             | Ma             | Me             | Gi             | Ve             | Sa             | Do             | Lu             | Ma             | Me             | Gi             | Ve             | Sa             | Do             | Lu             | Ma             | Me             | Gi             | Ve             | Sa             | Do             | Lu             | Ma             | Me             | Gi             | Ve             | Sa             |                |                |
| Maggio         | Do             | Lu             | Ma             | Me             | Gi             | Ve             | Sa             | Do             | Lu             | Ma             | Me             | Gi             | Ve             | Sa             | Do             | Lu             | Ma             | Me             | Gi             | Ve             | Sa             | Do             | Lu             | Ma             | Me             | Gi             | Ve             | Sa             | Do             | Lu             | Ma             |                |
| Giugno         | Me             | Gi             | Ve             | Sa             | Do             | Lu             | Ma             | Me             | Gi             | Ve             | Sa             | Do             | Lu             | Ma             | Me             | Gi             | Ve             | Sa             | Do             | Lu             | Ma             | Me             | Gi             | Ve             | Sa             | Do             | Lu             | Ma             | Me             | Gi             |                |                |
| Luglio         | Ve             | Sa             | Do             | Lu             | Ma             | Me             | Gi             | Ve             | Sa             | Do             | Lu             | Ma             | Me             | Gi             | Ve             | Sa             | Do             | Lu             | Ma             | Me             | Gi             | Ve             | Sa             | Do             | Lu             | Ma             | Me             | Gi             | Ve             | Sa             | Do             |                |
| Agosto         | Lu             | Ma             | Me             | Gi             | Ve             | Sa             | Do             | Lu             | Ma             | Me             | Gi             | Ve             | Sa             | Do             | Lu             | Ma             | Me             | Gi             | Ve             | Sa             | Do             | Lu             | Ma             | Me             | Gi             | Ve             | Sa             | Do             | Lu             | Ma             | Me             |                |
| Settembre      | Gi             | Ve             | Sa             | Do             | Lu             | Ma             | Me             | Gi             | Ve             | Sa             | Do             | Lu             | Ma             | Me             | Gi             | Ve             | Sa             | Do             | Lu             | Ma             | Me             | Gi             | Ve             | Sa             | Do             | Lu             | Ma             | Me             | Gi             | Ve             |                |                |
| Ottobre        | Sa             | Do             | Lu             | Ma             | Me             | Gi             | Ve             | Sa             | Do             | Lu             | Ma             | Me             | Gi             | Ve             | Sa             | Do             | Lu             | Ma             | Me             | Gi             | Ve             | Sa             | Do             | Lu             | Ma             | Me             | Gi             | Ve             | Sa             | Do             | Lu             |                |
| Novembre       | Ma             | Me             | Gi             | Ve             | Sa             | Do             | Lu             | Ma             | Me             | Gi             | Ve             | Sa             | Do             | Lu             | Ma             | Me             | Gi             | Ve             | Sa             | Do             | Lu             | Ma             | Me             | Gi             | Ve             | Sa             | Do             | Lu             | Ma             | Me             |                |                |
| Dicembre       | Gi             | Ve             | Sa             | Do             | Lu             | Ma             | Me             | Gi             | Ve             | Sa             | Do             | Lu             | Ma             | Me             | Gi             | Ve             | Sa             | Do             | Lu             | Ma             | Me             | Gi             | Ve             | Sa             | Do             | Lu             | Ma             | Me             | Gi             | Ve             | Sa             |                |